# Sid Wilson
Sidney George Wilson (Des Moines, Iowa; 20 de enero de 1977) también conocido como Monkeyboy y #0, es un pinchadiscos y productor de discos estadounidense conocido como el DJ de la banda de Nu metal, ganadora del Premio Grammy, Slipknot.

## Carrera musical
Su familia proviene de Inglaterra. Sus influencias musicales son los Beastie Boys. 
Antes de Slipknot, él formó un grupo de DJ's llamado The Sound Proof Coalition, en donde toca junto a "Rob Gee" de (N20) Records. En el año 1998, se integró a Slipknot, poco después de que la banda firmó con el productor Ross Robinson. Durante los conciertos con Slipknot es muy activo y muchas veces salta desde el escenario hasta el público quienes se desesperan por llevarlo. Además siempre es visto peleando en el escenario, con Shawn Crahan, además de prenderse fuego el mismo. En el DVD Voliminal: Inside the Nine, dijo que en el futuro, dejaría de hacer tantas acrobacias, por temor a ser detenido o acusado de intento de suicidio, por prenderse fuego. Él dijo: "cuando salto fuera del escenario, veo que todo se me viene encima".
También tiene una carrera como DJ, donde toca música de Drum and bass, en donde es conocido como DJ Starscream, "Starscream" era el nombre de uno de los personajes de la serie Transformers (Tiene tatuados el símbolo de cada bando de los Transformers en ambas manos). Lanza sus discos bajo el sello japonés/estadounidense llamado (N20) Records. Durante el 2006, colaboró con el vocalista de The Mad Capsule Markets, Kyono en la canción 'HAKAI(Deathtroy)' para la banda sonora de la película Death Note, durante el 2007, un remix de la canción apareció en el miniálbum de la banda Wagdug Futuristic Unity, titulado Nu Riot. Actualmente, está trabajando en la grabación de un disco con su nueva banda de nu metal y doom metal llamada A.M.P.T.
Recientemente, trabaja en su propio sello discográfico, llamado Tuff Bong Records.

## Discografía
| - 1999 Slipknot - 2001 Iowa - 2004 Vol. 3: (The Subliminal Verses) - 2005 9.0 Live - 2008 All Hope Is Gone - 2014 .5: The Gray Chapter - 2019 We Are Not Your Kind - 2022 The End, So Far | - 2003 Full Metal Scratch-It - 2003 Abunaii Sounds - Tataku On Your Atama - 2005 Sound Assault - 2005 Live At Konkrete Jungle New York City - 2006 The New Leader |

### Otras aparaciones
- 2002: Stone Sour (Stone Sour)
- 2004: The Pre-Fix for Death (Necro)
- 2006: The Songs for Death Note the movie～the Last name Tribute～ (with Hiroshi Kyono)
- 2006: Modern Primitive Punk (KCUF)
- 2007: Nu Riot (Wagdug Futuristic Unity)
- 2008: Hakai (Wagdug Futuristic Unity)
- 2009: "A Song for Chi" (Various Artists)
- 2009: "Legal Drug Addict" (Thekeenone) as a producer
- 2010: "Sample of A Solution" (Blue Felix) as a producer
- 2011: Staple Foods (The 113th DJ)

## Filmografía
- 1999 Welcome To Our Neighborhood
- 2002 Disasterpieces
- 2002 Rollerball
- 2006 Voliminal: Inside the Nine
- 2010 (sic)nesses

## Máscara
En Slipknot, primero, usó una máscara de gas (originaria de Suiza), que tenía una especie de "manguera" de boca. Luego, quitó la "manguera" y el diseño de la máscara la hizo parecida a un cráneo, pero igualmente parecía una de gas (ésta máscara era de 2 colores: hueso y negro). Y finalmente, achicó los ojos y la boca de la máscara de gas, pero dio a notar que ahora sí era un cráneo, ya que no tenía nada de máscara de gas; pero a mediados del año, cambió esta máscara y sorprendió a todos con ésta nueva: era una calavera (muy original y pincelada) y se dejaba ver el cabello (castaño). En el nuevo álbum de Slipknot (All Hope is Gone) utiliza una máscara de mono (debido a su apodo) mezclada con la esencia de un Transformer (debido a su afan por estos) dejando ver la cresta de su pelo colorado. 
Actualmente cambio la máscara Transformer, a la máscara similar a la de gas, la máscara similar al cráneo, como la de Iowa pero negra. Para el Memorial World Tour utilizaría la máscara de gas color negro que utilizó en Iowa. Para el Ozzfest en Japón 2013 utilizaría una máscara de gas de la Primera Guerra Mundial. Para el disco de .5: The Gray Chapter utilizaría una máscara de cuero de color negro con rejillas en los ojos y un bozal que va enganchado a ella. Esta se puede separar de la máscara y se deja ver la parte inferior de la cara, acompañándola con unos colmillos postizos. Esta la usó durante el Knotfest de 2014 en California y Japón. Para algunos conciertos o festivales, tales como Rock of the Range, utilizó una máscara diferente. Estas ambas están creadas y diseñadas por el artista ucraniano Bob Basset.

## Vida personal
Mantiene una relación con Kelly Osbourne, hija de Ozzy Osbourne. En mayo de 2022 se hizo público que iban a ser padres. Su hijo Sidney nació a finales de 2022.

## Equipo

### Slipknot
- Technics 1200 Turntables
- Vestax PMC 05 Mixer
- Vestax PMC 06 Mixer

### Iowa
- Vestax PDX 2000 Turntables
- Vestax PMC 07 Samurai Mixer
- Vestax PMC 07 ISP Mixer
- Korg Kaoss Pad 2

### Vol. 3 The Subliminal Verses
- Vestax PDX 2000 BLK Turntables
- Vestax PMC 07 Samurai Mixer
- Korg Kaoss Pad 2
- Shure M447 Needles

### Actualmente
- Technics 1210m5g Turntables
- Shure M447 Needles
- Ecler HAK 360 Mixer
- Mackie D.2 Mixer
- Korg Kaoss Pad 2/3/ and Mini KP
- Mackie SRM 450 Monitors